# Elektromotoros erő
Az elektromotoros erő (az angol electromotive force után emf) egy áramforrás üresjárati feszültsége, a két elektróda közötti maximális feszültség (potenciálkülönbség), amit akkor mérhetünk, ha az áramforráson keresztül nem folyik áram.
Formálisan az emf az az erő, amelyet a két nyitott elektróda között keletkező potenciálkülönbség hoz létre. A potenciálkülönbséget a szétválasztott pozitív és negatív töltések okozzák, és ezáltal elektromos teret generálnak. Ha az emf forrására egy áramkört kapcsolunk, akkor a két elektróda között áram fog folyni, többé nem mérhető az üresjárati feszültség, hanem egy kisebb feszültség, amely azért csökken le, mert a záródó áramkörön keresztül áram folyik, mely átfolyva az emf belső ellenállásán feszültségesést okoz, és az levonódik az emf-ből.
Elektromotoros erőt (üresjárati feszültséget) több forrás is előállíthat, mint például a Volta-elem, galvánelem, termoelektromos eszközök, napelemek, elektromos generátor, Van de Graaff-generátor.  A természetben az emf akkor keletkezik, ha a mágneses tér változik. Ilyen állapot áll elő, amikor a Földön egy geomágneses vihar során változik a Föld mágneses tere.
Egy elem esetében a feszültségkülönbséget okozó töltések elkülönítését az elektródákon végbemenő kémiai reakció okozza. Egy Volta-elem az atomok világában „töltés pumpá”-nak tekinthető az elektródokra nézve. 
Az elektromos generátorban a változó elektromágneses tér által okozott elektromágneses indukció hoz létre potenciálkülönbséget a kimenő kapcsokon. A töltéselkülönülés a generátoron belül jön létre; a nyitott áramkör esetében felépül az elektromos tér. Létrejön az emf a töltésszétválás következtében felépült elektromos feszültség által. Ha terhelést helyezünk a kapcsokra, akkor áram kezd folyni a kapcsok között. Egy ilyen elektromos gépben létrejövő emf-t Faraday indukciós törvénye szerint jön létre. 
A napelem vagy a fotocella további forrása az emf-nek, ahol a külső energiát a fény adja.

## Jelölés és mértékegység
Az elektromotoros erőt leggyakrabban E  vagy a ℰ görög betűvel jelölik.
Belső ellenállás nélküli eszközben a rajta keresztül haladó töltés, Q , W energiát termel; ekkor a eszköz tiszta emf értéke W/Q lesz. Az SI rendszerben a feszültség (emf) , V (volt) =W (joule)/Q (coulomb).

## Terminológia
Az elektromotoros erő kifejezés Alessandro Voltától származik, aki feltalálta a később róla elnevezett Volta-oszlopot, az első elektromos elemet. Eredetileg az „elektromotoros erő” egy erőre utal, ahol a pozitív és a negatív töltések szétválnak (ezért elektro-motivált); hívták elektromotivált teljesítmény(erő, energia)-nek is, de ez modern értelemben nem erő. Maxwell 1865-ben adott magyarázatában, amelyet most Maxwell-egyenletek-nek hívnak, használta az „electromotive force” kifejezést, amelyet most elektromos térerősségnek neveznek.
Maxwell idejében még nem fedezték fel az elektront, és így érthető az elnevezésbeli inkonzisztencia.
Az „elektromotoros erő” kifejezésben az „erő” elnevezés  nem túl szerencsés, de itt él velünk már több mint 160 éve. A fizikában, az elektromágneses indukciót kivéve, az „erő”-t kizárólag a mechanika területén használják, ahol annak egysége a newton. Ezzel ellentétben az emf egysége a volt, és ez töltés szétválasztás által jön létre.
Mindazonáltal az „elektromotoros erő” kifejezés ellenáll minden változtatásnak. Van még változat a fogalom leírására, de a leginkább elfogadott  az „emf” rövidítés.
Az emf, feszültség stb. fogalmaknak számos interpretációja van, és nem mindegyik konzisztens egymással. Az emf-et tipikusan egy valamilyen forrásnál keletkező munkának tekintik, amely a pozitív és a negatív töltések szétválasztásakor jön létre, miáltal feszültségkülönbség keletkezik.
Meg kell említeni, hogy különböző szerzők különbözőképpen értelmezik az emf fogalmát. Van akinél a feszültség szinonimája, egy másik szerzőnél egy elem üresjárati feszültsége. Egy következő csoport úgy definiálja, mint bármely kétpólusú eszköz üresjárati feszültségét. Számos más értelmezés is van forgalomban; vannak akik a tér-elmélettel hozzák kapcsolatba, míg mások az elektromágneses indukcióval. Ezek a szerzők az emf-et az elektromos térerősség térbeli integráljaként definiálják.

## Az elektromotoros erő formális definíciója
Az emf forrásán belül, ami egy nyílt hurok, az a konzervatív elektrosztatikus tér, amelyet a töltés szétválasztást hozott létre, annullálja azt az erőt, amit az emf hoz létre. Így az emf-nek hasonló értéke van csak ellenkező előjelű, mint az elektromos tér integráltja, a két sarkot (A és B) belül összekötő vonalára értelmezve, üresjárati állapotra.
Matematikailag:
{\displaystyle {\mathcal {E}}=-\int \limits _{A}^{B}E_{cs}\,.\,dl}
Ahol az Ecs az emf-hez kapcsolódó, a töltés szétválasztás által létrejött konzervatív elektrosztatikus tér, dℓ egy elem az A-tól B végpontok közötti nyomvonalon, az  a „.” a skalár vektor szorzatra utal. 
Ez az egyenlőség csak az A és B pontokra vonatkozik, de nem alkalmazható az A és B pontok között akkor, amikor külső forrása van az emf-nek. Ez az egyenlet a töltések szétválasztása miatt létrejövő elektrosztatikus térről szól (Ecs), és nem tartalmazza az elektromos térnek semmilyen nem-konzervatív elemét (például a Faraday-féle indukciós törvényből adódót).
Zárt nyomvonal esetében változó mágneses tér (mező) jelenlétében, a mágneses tér (mező) integrálja egy zárt hurok körül nem lehet zérus. Az emf koncepció egy általános alkalmazása az „indukált emf”.
Az indukált emf egy állandó zárt hurokban (C):
{\displaystyle {\mathcal {E}}=\oint _{C}E\,.\,dl}
Ahol most az E a teljes elektromos tér, konzervatív és nem konzervatív, egy tetszőleges, de állandó zárt hurok (C) körül, ahol egy változó mágneses tér van. Figyeljük meg, hogy az elektrosztatikus tér nem a teljes emf-hez járul hozzá, mert az elektromos tér elektrosztatikus része konzervatív (azaz a zárt hurok körüli tér elleni munka zérus).
Ez a definíció kiterjeszthető az emf tetszőleges forrásaira és mozgó C nyomvonalra.

## Az elektromotoros erő és a feszültségkülönbség
A feszültségkülönbséget gyakran emf-nek hívják.
A következő néhány pont illusztrál néhány meggondolást, különbséget az emf és az általa generált feszültségről.
1. Egy kémiai eredetű feszültségforrás kapcsain csak üresjáratban beszélhetünk emf-ről, amit az elem belsejében a vegyi folyamatok miatt létrejövő töltés szétválasztás okoz. A rácsatlakozó áramkör, az emf által indított áram az ellenállásán eső feszültség miatt az egész áramkörre vonatkoztatva a feszültség zérus (Kirchoff-törvény)
2. Egy generátor által meghajtott áramkörben az emf csak az az elektromos feszültség, amit az időben változó mágneses tér hoz létre a generátoron belül.
3. Két áramkör között kapcsolatot létrehozó transzformátornál az egyik áramkör tekinthető emf forrásnak, mintha az egy generátor lenne, ez „transzformátor emf”-nek tekinthető.
4. A fotodióda és a napelem emf forrásnak tekinthető, hasonlóan az elemhez, csak itt a töltésszétválasztást nem vegyi folyamat, hanem a fény okozza.
5. További eszközök vannak, amelyek emf-t produkálnak, mint például az üzemanyagcellák, termoelemek vagy a kontaktpotenciál.[20]

Az elektromos töltés szétválasztódás elektromos potenciál különbséget hoz létre, amit egy végtelen nagy belső ellenállású voltmérővel lehet mérni az eszköz kapcsain. Az emf nyílt áramkörön mért feszültség. Amikor az elem töltődik vagy kisül az emf-et magát nem lehet mérni közvetlenül egy külső feszültségméréssel, mert ekkor valamennyi feszültség elveszik a forrás belsejében.
De a mérés elvégezhető következtetéssel, az I áram és a V feszültségkülönbség mérésével, feltéve ha belső ellenállás (r) ismert: I = (ℰ − V)/r

## Fordítás
Ez a szócikk részben vagy egészben  az   electromotive force című angol Wikipédia-szócikk ezen változatának fordításán alapul.  Az eredeti cikk szerkesztőit annak laptörténete sorolja fel. Ez a jelzés csupán a megfogalmazás eredetét és a szerzői jogokat jelzi, nem szolgál a cikkben szereplő információk forrásmegjelöléseként.